# Samsung Securities Cup 2013
La Samsung Securities Cup 2013 è stato un torneo di tennis. È stata la 14ª edizione del torneo maschile, che faceva parte della categoria ATP Challenger Tour nell'ambito dell'ATP Challenger Tour 2013, e la 3ª di quello femminile, che faceva parte della categoria ITF Women's Circuit nell'ambito dell'ITF Women's Circuit 2013. Sia il torneo maschile che quello femminile si sono giocati a Seul in Corea del Sud dal 28 ottobre al 3 novembre 2013 su campi in cemento.

## Partecipanti singolare ATP

### Teste di serie
| Nazionalità   | Giocatore      | Ranking* | Testa di serie |
| ------------- | -------------- | -------- | -------------- |
| Taipei cinese | Lu Yen-hsun    | 60       | 1              |
| Germania      | Julian Reister | 87       | 2              |
| Slovenia      | Blaž Kavčič    | 107      | 3              |
| Giappone      | Gō Soeda       | 118      | 4              |
| Serbia        | Dušan Lajović  | 136      | 5              |
| Giappone      | Yūichi Sugita  | 149      | 6              |
| Regno Unito   | Daniel Evans   | 151      | 7              |
| Giappone      | Hiroki Moriya  | 183      | 8              |

- Ranking al 21 ottobre 2013.

### Altri partecipanti
Giocatori che hanno ricevuto una wild card:
- Chung Hy-Eon
- Lee Duckhee
- Nam Ji-Sung
- Kim Young Seok

Giocatori che sono passati dalle qualificazioni:
- Sergey Betov
- Yuichi Ito
- Toshihide Matsui
- Yang Tsung-hua

Giocatori che hanno ricevuto un entry con un protected ranking:
- Daniel Kosakowski

## Partecipanti singolare WTA

### Teste di serie
| Nazionalità   | Giocatore        | Ranking* | Testa di serie |
| ------------- | ---------------- | -------- | -------------- |
| Giappone      | Eri Hozumi       | 220      | 1              |
| Giappone      | Junri Namigata   | 258      | 2              |
| Giappone      | Shūko Aoyama     | 287      | 3              |
| Thailandia    | Nudnida Luangnam | 299      | 4              |
| Cina          | Liu Fangzhou     | 301      | 5              |
| Israele       | Deniz Khazaniuk  | 316      | 6              |
| Giappone      | Nao Hibino       | 319      | 7              |
| Corea del Sud | Jang Su-jeong    | 338      | 8              |

### Altre partecipanti
Le seguenti giocatrici hanno ricevuto una wild card per il tabellone principale:
- Han Sung-hee
- Kang Seo-kyung
- Lee Hwa
- Yu Min-hwa

Le seguenti giocatrici sono passate dalle qualificazioni:
- Choi Ji-hee
- Rika Fujiwara
- Hong Seung-yeon
- Jeong Yeong-won
- Kim Da-hye
- Kim So-jung
- Kim Sun-jung
- Zhu Lin

## Vincitori

### Singolare maschile
Dušan Lajović ha battuto in finale  Julian Reister per walkover

### Doppio maschile
Marin Draganja /  Mate Pavić hanno battuto in finale  Lee Hsin-han /  Peng Hsien-yin con il punteggio di 7–5, 6–2

### Singolare femminile
Han Na-lae ha battuto in finale  Kim Da-hye con il punteggio di 6–4, 6–4

### Doppio femminile
Han Na-lae /  Yoo Mi hanno battuto in finale  Kim Sun-jung /  Yu Min-hwa con il punteggio di 2–6, 6–3, [10–6]